# Proceso internacional
En el derecho internacional privado, un proceso internacional se da cuando en un proceso que transcurre ante los tribunales de un Estado, uno o varios actos de ese proceso tienen lugar en el extranjero.

## Derecho aplicable al proceso

### El principiolex fori regit processum
La regla general es que los actos procesales se rigen según la lex fori (lex fori regit processum), es decir, la ley del lugar en donde se lleva a cabo el proceso, conforme al principio de la territorialidad de las leyes procesales. La consecuencia lógica de esta regla es que el tribunal que está entendiendo en el caso no aplicará derecho procesal extranjero. Esta máxima tuvo origen en la formulación realizada por el glosador italiano Iacobus Balduini en el siglo XIII, que hizo una distinción entre los elementos ordenatorios (ad ordinandam litem), aquellos que ordenan el procedimiento y que se regulan por la ley del foro, y los decisorios (ad decidendam litem), aquellos que se refieren a la cuestión de fondo y que pueden regularse por la ley del foro o por una ley extranjera. Esta distinción resulta fundamental para saber qué ley se le aplica a un aspecto, que dependerá de si su calificación es sustancial o procesal. Según Vescovi, esta distinción se ha convertido en un principio básico del derecho procesal actual, aplicado y aceptado universalmente. Esto comprende el tipo de juicio, la forma del juicio, de los incidentes y su estructura, los plazos procesales, la forma de realización de los actos procesales, los recursos, las medidas preparatorias y cautelares.
Este principio general, sin embargo, admite algunas excepciones, por ejemplo, en sede de la admisibilidad de la prueba, que se regula por la ley del fondo de la cuestión, en caso de que se trate de presentar en el proceso una prueba prohibida por la ley del lugar del proceso, el juez deberá impedirlo. Otro caso sería el de los exhortos, que una vez llegados al Estado requerido, se tramitan según sus leyes, aunque —a solicitud del estado requirente— el estado requerido podrá dar una tramitación especial o aceptar la observancia de formalidades adicionales a la práctica de la diligencia solicitada, siempre que no sea contraria a la legislación del Estado requerido. Un ejemplo de esta excepción se encuentra en el artículo 10 inciso segundo de la Convención Interamericana sobre Exhortos y Cartas Rogatorias.

### Aplicación del principio en los sistemas de derecho continental y decommon law
La aplicación del principio lex fori regit processum tuvo una interpretación y aplicación distinta en los sistemas jurídicos de derecho continental europeo y en los sistemas jurídicos del common law.
En lo que se refiere al common law, en el derecho inglés el principio lex fori regit processum no fue recibido sino a partir del siglo XVIII. Anteriormente los tribunales ingleses tomaban conocimiento en pocos casos extranjeros debido al hecho de que se consideraban sin jurisdicción sobre una causa con elementos extranjeros (ya sea originada en el extranjero o con una de las partes residiendo en el extranjero, o el caso de los derechos adquiridos conforme a un derecho extranjero), por lo que en todos los casos se aplicaba la ley del foro tanto para los actos procesales como para el fondo del asunto. Una vez que se desarrolló un sistema de derecho internacional privado a fines del siglo XVIII, los tribunales ingleses interpretaron la regla lex fori regit processum de forma diferente, en un contexto en el que una norma legal no adquiría vigencia sino una vez que un juez la utilizaba en el marco de un procedimiento judicial. Por lo tanto, a menudo se confundía cuáles eran elementos procedimentales y cuáles sobre el fondo del asunto, siendo más importante hacer valer un derecho por medio de una acción (remedy) que el derecho en sí mismo.

## Derecho aplicable a la prueba
En lo que se refiere a la prueba, aplica el mismo principio que para el proceso y no constituye una excepción al principio de la aplicación de la lex fori en lo concerniente a lo procesal, dado que en la prueba hay una parte procedimental (ordenatoria) y otra sustancial (decisoria). La parte sustancial de la prueba, vinculada con el fondo del asunto, es todo aquello relacionado con la admisión y valoración de la prueba, por lo tanto debe regirse por la misma ley del fondo del asunto. Por otro lado, la parte procedimental se refiere a las oportunidades para presentar la prueba, el plazo y forma de oposición, el diligenciamiento y todo aquello de estricto carácter procesal, que deberá regirse por la lex fori. Sin embargo, no en todos los casos esta distinción es clara.